# Kretsteatern
Kretsteatern är en del av Kulturhuset Stadsteatern i Stockholm, nystartad år 2017. 
I slutet av 1940-talet gjordes ett kortvarigt försök att i Stockholm starta en fristående Stockholms Kretsteater för turnerande föreställningar runt om i stadens olika delar. Några år senare inledde den då nybildade Stockholms stadsteater sin verksamhet med en liknande turnéverksamhet i form av Stockholms Stadsteaters Kretsteater i väntan på en egen scen. Dess första premiär blev  Erland Josephsons Sällskapslek i Gubbängens folkskola 1956 i ett samarbete med Dramaten. Denna Kretsteaterns verksamhet pågick sedan till 1970-talet.
Som en utvidgad del av Parkteaterns (och Kulturhuset Stadsteaterns) verksamhet nystartades Kretsteatern i början av år 2017 med Parkteaterns chef Sissela Kyle som konstnärlig ledare. Initialt spelas på tre platser – Fanfaren i Farsta, satellitscenen Kulturhuset Stadsteatern Vällingby i Medborgarhuset Trappan i Vällingby och Skarpnäcks kulturhus – med premiär 14 januari 2017 med revyn Tala högre, Karin!. Från hösten 2017 utvidgas antalet spelplatser efterhand. Repertoaren består av egenproducerade föreställningar, samarbeten med fria teatergrupper och redan befintliga föreställningar från Kulturhuset Stadsteatern (bland annat från dess Soppteater-verksamhet).